# Unité urbaine de Saint-Étienne
L'unité urbaine de Saint-Étienne est une unité urbaine française interdépartementale centrée sur la ville de Saint-Étienne, préfecture du département de la Loire au cœur de la troisième unité urbaine d'Auvergne-Rhône-Alpes.
Par sa population, elle fait partie des grandes agglomérations de la France en se situant au dix-septième rang national.

## Données générales
Dans le zonage réalisé par l'Insee en 1999, l'unité urbaine était composée de 17 communes.
Dans le zonage réalisé en 2010, l'unité urbaine était composée de 33 communes. Entre 1999 et 2010, elle s'est étendue, la construction de nouveaux logements ayant réalisé la connexion avec l'ancienne unité urbaine de Saint-Chamond.
Dans le nouveau zonage réalisé en 2020, elle comprend 32 communes, une en moins (Çaloire). Elle s'étend sur deux départements, la Loire avec 29 communes et la Haute-Loire avec 3 communes. Elle est, de fait, une agglomération interdépartementale.
En 2022, elle rassemble 375 797 habitants, ce qui la place au 3e rang régional en Auvergne-Rhône-Alpes après Lyon (1er rang régional et capitale régionale) et Grenoble (2e rang régional).
L'unité urbaine de Saint-Étienne se situe au 17e rang national en 2022, après celle de Rennes (16e rang national) et avant celle de Tours (18e rang national).

Agglomérations de plus de 100000 habitants en France en 2022.

Le tableau suivant détaille la répartition de l'unité urbaine sur les départements concernés en 2022 (les pourcentages sont relatifs à chacun des départements concernés) :
| Département | Communes | Communes (%) | Superficie (km²) | Superficie (%) | Population (2022) | Population (%) |
| ----------- | -------- | ------------ | ---------------- | -------------- | ----------------- | -------------- |
| Loire       | 29       | 8,98         | 372,28           | 7,79           | 365 346           | 47,32          |
| Haute-Loire | 3        | 1,17         | 41,72            | 0,84           | 10 451            | 4,58           |
| Total       | 32       |              | 414,00           |                | 375 797           |                |

## Composition 2020 de l'unité urbaine
Elle est composée des trente-deux communes suivantes :
| Nom                          | Code Insee | Département | Statut       | Superficie (km2) | Population (dernière pop. légale) | Densité (hab./km2) | Modifier                                    |
| ---------------------------- | ---------- | ----------- | ------------ | ---------------- | --------------------------------- | ------------------ | ------------------------------------------- |
| Saint-Étienne (ville-centre) | 42218      | Loire       | ville-centre | 79,97            | 172 569 (2022)                    | 2 158              | modifier les données · modifier les données |
| Aurec-sur-Loire              | 43012      | Haute-Loire | banlieue     | 22,44            | 6 133 (2022)                      | 273                | modifier les données · modifier les données |
| Cellieu                      | 42032      | Loire       | banlieue     | 12,11            | 1 719 (2022)                      | 142                | modifier les données · modifier les données |
| Chagnon                      | 42036      | Loire       | banlieue     | 2,48             | 522 (2022)                        | 210                | modifier les données · modifier les données |
| Le Chambon-Feugerolles       | 42044      | Loire       | banlieue     | 17,51            | 12 307 (2022)                     | 703                | modifier les données · modifier les données |
| Châteauneuf                  | 42053      | Loire       | banlieue     | 13,65            | 1 700 (2022)                      | 125                | modifier les données · modifier les données |
| L'Étrat                      | 42092      | Loire       | banlieue     | 8,48             | 2 820 (2022)                      | 333                | modifier les données · modifier les données |
| Farnay                       | 42093      | Loire       | banlieue     | 7,93             | 1 358 (2022)                      | 171                | modifier les données · modifier les données |
| Firminy                      | 42095      | Loire       | banlieue     | 10,45            | 17 128 (2022)                     | 1 639              | modifier les données · modifier les données |
| Fraisses                     | 42099      | Loire       | banlieue     | 4,63             | 3 825 (2022)                      | 826                | modifier les données · modifier les données |
| Genilac                      | 42225      | Loire       | banlieue     | 8,67             | 3 821 (2022)                      | 441                | modifier les données · modifier les données |
| La Grand-Croix               | 42103      | Loire       | banlieue     | 4,05             | 4 951 (2022)                      | 1 222              | modifier les données · modifier les données |
| L'Horme                      | 42110      | Loire       | banlieue     | 4,40             | 4 868 (2022)                      | 1 106              | modifier les données · modifier les données |
| Lorette                      | 42123      | Loire       | banlieue     | 3,41             | 4 896 (2022)                      | 1 436              | modifier les données · modifier les données |
| Pont-Salomon                 | 43153      | Haute-Loire | banlieue     | 8,43             | 1 861 (2022)                      | 221                | modifier les données · modifier les données |
| La Ricamarie                 | 42183      | Loire       | banlieue     | 6,95             | 8 162 (2022)                      | 1 174              | modifier les données · modifier les données |
| Rive-de-Gier                 | 42186      | Loire       | banlieue     | 7,33             | 15 457 (2022)                     | 2 109              | modifier les données · modifier les données |
| Roche-la-Molière             | 42189      | Loire       | banlieue     | 17,44            | 9 853 (2022)                      | 565                | modifier les données · modifier les données |
| Saint-Chamond                | 42207      | Loire       | banlieue     | 54,88            | 35 586 (2022)                     | 648                | modifier les données · modifier les données |
| Saint-Ferréol-d'Auroure      | 43184      | Haute-Loire | banlieue     | 10,85            | 2 457 (2022)                      | 226                | modifier les données · modifier les données |
| Saint-Genest-Lerpt           | 42223      | Loire       | banlieue     | 12,68            | 6 182 (2022)                      | 488                | modifier les données · modifier les données |
| Saint-Jean-Bonnefonds        | 42237      | Loire       | banlieue     | 11,59            | 6 594 (2022)                      | 569                | modifier les données · modifier les données |
| Saint-Joseph                 | 42242      | Loire       | banlieue     | 8,05             | 1 978 (2022)                      | 246                | modifier les données · modifier les données |
| Saint-Martin-la-Plaine       | 42259      | Loire       | banlieue     | 9,70             | 3 768 (2022)                      | 388                | modifier les données · modifier les données |
| Saint-Paul-en-Cornillon      | 42270      | Loire       | banlieue     | 3,72             | 1 348 (2022)                      | 362                | modifier les données · modifier les données |
| Saint-Paul-en-Jarez          | 42271      | Loire       | banlieue     | 19,98            | 4 758 (2022)                      | 238                | modifier les données · modifier les données |
| Saint-Priest-en-Jarez        | 42275      | Loire       | banlieue     | 3,07             | 6 318 (2022)                      | 2 058              | modifier les données · modifier les données |
| Sorbiers                     | 42302      | Loire       | banlieue     | 12,19            | 8 071 (2022)                      | 662                | modifier les données · modifier les données |
| La Talaudière                | 42305      | Loire       | banlieue     | 7,63             | 7 103 (2022)                      | 931                | modifier les données · modifier les données |
| La Tour-en-Jarez             | 42311      | Loire       | banlieue     | 5,05             | 1 484 (2022)                      | 294                | modifier les données · modifier les données |
| Unieux                       | 42316      | Loire       | banlieue     | 8,58             | 8 495 (2022)                      | 990                | modifier les données · modifier les données |
| Villars                      | 42330      | Loire       | banlieue     | 5,72             | 7 705 (2022)                      | 1 347              | modifier les données · modifier les données |

## Évolution démographique
L'évolution démographique ci-dessous concerne l'unité urbaine selon le périmètre défini en 2020.
| 1968    | 1975    | 1982    | 1990    | 1999    | 2006    | 2011    | 2016    | 2022    |
| ------- | ------- | ------- | ------- | ------- | ------- | ------- | ------- | ------- |
| 419 077 | 426 162 | 409 743 | 407 132 | 381 105 | 375 151 | 369 245 | 373 847 | 375 797 |

#### Données générales
- Unité urbaine en France
- Aire d'attraction d'une ville
- Liste des unités urbaines de France

#### Données démographiques en rapport avec l'unité urbaine de Saint-Étienne
- Aire d'attraction de Saint-Étienne
- Arrondissement de Saint-Étienne
- Saint-Étienne

#### Données démographiques en rapport avec la Loire et la Haute-Loire
- Démographie de la Loire
- Démographie de la Haute-Loire